# Мајкл Фелпс
Мајкл Фред Фелпс (енгл. Michael Fred Phelps; Балтимор, 30. јун 1985) амерички је пливач, освајач великог броја медаља и власник неколико светских рекорда у пливању. Са 28 освојених медаља је спортиста са највише олимпијских медаља, држи и рекорд са освојених 23 златних медаља, а на Олимпијским играма 2008. у Пекингу је освојивши осам златних медаља оборио рекорд Марка Спица по броју освојених злата на једним играма.
Фелпсови међународни успеси, уз бројне светске рекорде, донели су му награде за најбољег пливача на свету 2003, 2004, 2006, 2007, 2008 и 2009. године, као и најбољег америчког пливача 2001, 2002, 2003, 2004, 2006, 2007, 2008 и 2009. године. Успех на Олимпијским играма 2008. године донео му је и титулу „Спортисте године“ од стране америчког спортског магазина Спортс Илустреитид (Sports Illustrated). Фелпс је до сада у својој каријери освојио 71 медаље: 57 златних, 11 сребрних и 3 бронзане. У овај број су урачунате медаље на свим такмичењима на којима је учествовао: Олимпијске игре, светска првенства и пан-пацифичка првенства.
Након Летњих олимпијских игара 2008., Фелпс је основао Фондацију Мајкла Фелпса, која се фокусира на развој спорта пливања и промовисање здравијег начина живота. Фелпс се повукао након Олимпијских игара 2012, али се вратио у априлу 2014. На Летњим олимпијским играма 2016. у Рио де Жанеиру, његовим петим олимпијским играма, изабран је од стране националног тима да буде носилац заставе Сједињених Америчких Држава на Паради нација на Летњим олимпијским играма 2016. Своје друго повлачење најавио је 12. августа 2016. након што је самостално освојио више медаља од 161 земље. Сматра се највећим пливачем свих времена и често се сматра једним од највећих спортиста свих времена.

## Каријера
Фелпс је рођен у Балтимору, Мериленд, а одрастао је у насељу Роџерс Форџ у оближњем Таусону. Похађао је основну школу Роџер Форџ, средњу школу Думбартон и средњу школу Товсон. Фелпс је најмлађе од троје деце. Његова мајка, Дебора Су 'Деби' Фелпс (рођена Дејвиссон), је директорка средње школе. Његов отац, Мајкл Фред Фелпс, био је пензионисани војник државе Мериленд који је играо фудбал у средњој школи и на колеџу и био је део тиму који је сада познат као Вашингтон командерси 1970-их. Фелпс је енглеског, немачког, ирског, шкотског и велшког порекла Његови родитељи су се развели 1994. када је имао девет година, а отац се поново оженио 2000. године Фелпс је касније открио да је развод имао озбиљан негативан утицај на њега и његову браћу и сестре, а његов однос са оцем је био дистанциран неколико година након развода. Завршио је средњу школу Товсон 2003.Матурирао у средњој школи Тоусон 2003.
Фелпс је почео да плива са седам година, делом због утицаја својих сестара, а делом да би му имао вентил за своју енергију. Након пензионисања 2016. године, изјавио је „Једини разлог зашто сам икада ушао у воду је то што је моја мама желела да само научим да пливам. Моје сестре и ја смо се заљубили у овај спорт и одлучили смо да пливамо.“ Када је Фелпс био у шестом разреду, дијагностикован му је поремећај пажње и хиперактивност (ADHD). Са 10 година је поставио национални рекорд за своју старосну групу (у дисциплини 100 метара лептир) и почео је да тренира у Акватик клубу Северног Балтимора под тренером Бобом Боуменом. Уследило је још рекорда у старосној групи, а од 21. августа 2018. Фелпс је и даље држао 11 рекорда у старосној групи, осам у дугом курсу, и три у кратком курсу.
Од 2004. до 2008. је студирао маркетинг и менаџмент у спорту и тренирао на Универзитету Мичигена у Ен Арбору. После Олимпијских игара у Пекингу вратио се, заједно са тренером Бобом Боманом у родни Балтимор, у матични клуб НБАЦ.
Фелпс се као 15-годишњак први пута представио свету на Олимпијским играма у Сиднеју 2000. године као најмлађи амерички пливач у последњих 68 година. Иако тада није освојио медаљу (у финалу заузео пето место), то прво велико такмичење му је послужило као велико искуство, јер је само 5 месеци после Фелпс поставио свој Први светски рекорд – на 200 м делфин. Имао је тада 15 година и 9 месеци и постао је тако најмлађи пливач (мушки), светски рекордер. После је све кренуло као на траци.
Године 2001, на Светском првенству у пливању, у јапанској Фукуоки обара свој властити светски рекорд на 200 м делфин (1:54.58). 2002, на пливачком митингу у Форт Лодердејлу, на Флориди Фелпс обара светски рекорд на 400 м мешовито, те поставља најбоља америчка времена на 100 м делфин и 200 м мешовито.
Године 2003. обара поново властити светски рекорд на 400 m мешовито (4:09.09), а у јуну исте године руши светски рекорд на 200 m мешовито (1:56.04).
Дана 7. јула 2004, у склопу америчких пливачких триалса (квалификације за ОИ и светска првенства) Фелпс опет обара властити светски рекорд на 400 м мешовито (4:08,41).
Добитник је, за Американце престижне, Саливанове награде за 2003. годину.

### Олимпијске игре у Атини 2004. године
Због Фелпсове доминације у предолимпијском раздобљу почели су да га упоређују с његовим славним сународником Марком Шпицом који се на Олимпијским играма у Минхену 1972. окитио са 7 златних медаља, поставивши притом и 7 светских рекорда. Фелпс је имао прилику достићи па и престићи Шпицов подвиг, јер је за Игре у Атини изборио наступ у следећим дисциплинама: 200 м слободно, 100 м делфин, 200 м делфин, 100 м леђно, 200 м леђно, 200 м мешовито, 400 м мешовито, те у две штафете, а могуће и три, зависно од пласмана на 100 м делфин.
Дана 14. августа 2004. Фелпс осваја своје прво олимпијско злато, на 400 м мешовито, уз нови светски рекорд (4:08,26). А 20. августа, у финалу трке на 100 м делфин побеђује свог сународника, иначе фаворита, и светског рекордера, Ијана Крокера и тиме стиче право наступа и у трећој штафети, 4 × 100 м мешовито. Фелпс је, међутим, одрадивши полуфинале, препустио место у штафети 4 × 100 м мешовито другопласираном Крокеру, који је тако победом (и светским рекордом) америчке штафете у финалу, такође зарадио олимпијско злато, а исто је припало и Фелпсу, као пливачу те штафете у полуфиналу.
Међутим, пре тога, америчка штафета 4 × 100 слободно заузела је “тек” треће место, а и сам Фелпс се морао задовољити бронзом на 200 м слободно. Тако је он од надмашивања Шпицова подвига морао овај пут одустати. Али, свеједно, његов је успех на атинским Играма огроман: освојио је 8 медаља – 6 златних и 2 бронзане, изједначивши, бројем медаља, а сјајем надмашивши, подвиг совјетског гимнастичара Александра Дитјатина са Олимпијских игара у Москви 1980. (Дитјатин – 3 златне, 4 сребрне и 1 бронзана медаља).

### Резултати на Летњим олимпијским играма у Атини 2004.
| Дисциплина              | Резултат                         | Време   |
| ----------------------- | -------------------------------- | ------- |
| 400 м мешовито          | Златна медаља, Светски рекорд    | 4:08,26 |
| 100 м делфин            | Златна медаља, Олимпијски рекорд | 51.25   |
| 200 м слободно          | Бронзана медаља, Амерички рекорд | 1:45,32 |
| 200 м делфин            | Златна медаља, Олимпијски рекорд | 1:54,04 |
| 200 м мешовито          | Златна медаља, Олимпијски рекорд | 1:57,14 |
| 4 x 100 метара слободно | Бронзана медаља                  | 3:14,62 |
| 4 x 200 м слободно      | Златн медаља, Амерички рекорд    | 7:07,33 |
| 4 x 100 м мешовито      | Златна медаља, Светски рекорд    | 3:30,68 |

### Летње олимпијске игре у Пекингу 2008. године
Квалификујући се на америчким пливачким триалсима, у осам дисциплина (100 и 200 м делфин, 200 и 400 м мешовито, 200 м слободно, те у све три штафете), Фелпс је стигао у Пекинг опет с намером да направи подвиг и буде бољи од легендарног Спица, да освоји 8 златних олимпијских медаља.
Победом на трци на 400 мешовито 10. августа, и обореним светским рекордом (4:03,84), он почиње у остваривању тог свог наума.
Идућег дана, 11. августа, он, у саставу америчке штафете 4 x 100 м слободно, осваја своје друго олимпијско злато у Пекингу, свије осму укупно до сада и то поново са светским рекордом (3:08,24), и као прва измена штафете поставља свој лични рекорд на 100 м слободно, а то је уједно (тада) и треће време у историји те дисциплине (47,51), дотакавши ивицу базена као други, иза Аустралијанца Имона Саливана, који у тој првој измени поставља нови светски рекорд на 100 м слободно (47,24). Фелпс за ово злато може захвалити последњем члану своје штафете, Џејсону Лезаку, који је сустигао и престигао последњег члана француске штафете, дотадашњег светског рекордера на 100 м слободно (47,50), Алена Бернара. Да би у томе успео, Лезак је морао отпливати најбржих 100 m у историји пливања (46,06), што се не рачуна као светски рекорд, јер је постигнуто летећим стартом.
Освајајући 12. августа своје треће злато на овим Играма, суверено, с великом предношћу, побеђује на 200 м слободно поправивши свој светски рекорд за 90 стотинки (1:42,96). Освајањем ове златне медаље, укупно девете, Мајкл Фелпс се на листи најуспешнијих олимпијаца у историји, по броју освојених злата изједначио с највећим великанима спорта и олимпизма: Ларисом Латињином, Павом Нурмијем, Марком Шпицом и Карлом Луисом.
Дана 13. августа осваја најпре златну медаљу на 200 м делфин, поново са светским рекордом (1:52,03), и то му је четврта на овим Играма, укупно десета златна олимпијска медаља у каријери, чиме избија сам на прво место најуспешнијих олимпијаца у историји Олимпијских игара савременог доба. Истога дана, нешто касније, као први пливач америчке штафете 4 x 200 м слободно, осваја још једну златну медаљу, и опет са светским рекордом (6:58,56), као прва штафета у историји пливања испод 7 минута.
После једног дана у ком је пливао само у квалификационим тркама, Фелпс је 15. августа освојио шесто злато у Пекингу победом у трци 200 м мешовито са новим светским рекордом од 1:54,23, више до две секунде пре Мађара Ласла Чеха.
Дана 16. августа Фелпс је освојио своју седму медаљу у трци на 100 м делфин, изједначивши рекорд Марка Шпица. Фелпс је целу трку био у заостатку, али је победио испред Милорада Чавића за једну стотинку.

### Резултати на Летњим олимпијским играма у Пекингу 2008.
| датум (у Пекингу) | Дисциплина         | Резултат                         | Време   |
| ----------------- | ------------------ | -------------------------------- | ------- |
| 10. август        | 400 м мешовито     | златна медаља, светски рекорд    | 4:03,84 |
| 11. август        | 4 x 100 м слободно | златна медаља, светски рекорд    | 3:08,24 |
| 12. август        | 200 м слободно     | златна медаља, светски рекорд    | 1:42,96 |
| 13. август        | 200 м делфин       | златна медаља, светски рекорд    | 1:52,03 |
| 13. август        | 4 x 200 м слободно | златна медаља, светски рекорд    | 6:58,56 |
| 15. август        | 200 м мешовито     | златна медаља, светски рекорд    | 1:54,23 |
| 16. август        | 100 м делфин       | златна медаља, олимпијски рекорд | 0:50,58 |
| 17. август        | 4 x 100 м мешовито | златна медаља, светски рекорд    | 3:29,34 |

## Освојене медаље
- 2001. – СП, 1 златна медаља (200 м делфин)
- 2003. – СП, 3 златне медаље (200 м делфин, 200 м и 400 м мешовито), 2 сребрне медаље (100 м делфин и штафета 4 × 200 м слободно)
- 2004. – ОИ, 6 златних медаља (100 м и 200 м делфин, 200 м и 400 м мешовито; штафете 4 × 200 м слободно и 4 × 100 м мешовито), 2 бронзане медаље (200 м слободно и штафета 4 × 100 м слободно)
- 2005. – СП, 5 златних медаља (200 м слободно, 200 м мешовито; штафете 4 × 100 м слободно, 4 × 200 м слободно и 4 × 100 м мешовито), 1 сребрна медаља (100 м делфин)
- 2007. – СП, 7 златних медаља (200 м слободно, 100 м делфин, 200 м делфин, 200 м мешовито, 400 м мешовито; штафете 4 x 100 м слободно и 4 x 200 м слободно)
- 2008. - ОИ, 7 златних медаља (200 м слободно, 200 м делфин, 200 м мешовито, 400 м мешовито и штафете 4 x 100 м слободно, 4 x 200 м слободно и 100 м делфин)

### Светски рекорди
(стање 15. август 2008)
Фелпс је каријери постигао 31 светски рекорд од којих 26 појединачних и 5 у такмичењу штафета. До данас рекордер у обарању светских рекорда у пливању је Марк Шпиц са 33 рекорда, 26 појединачних и 7 у такмичењу штафета.
| Бр. | дисциплина | Такмичење        | Време   | Место                                  | Датум             |
| --- | ---------- | ---------------- | ------- | -------------------------------------- | ----------------- |
| 1   | 200 м      | делфин           | 1:54,92 | Остин, Тексас, САД                     | 30. март 2000.    |
| 2   | 200 м      | делфин (2)       | 1:54,58 | Фукуока, Јапан                         | 24. јули 2001.    |
| 3   | 400 м      | мешовито         | 4:11,09 | Форт Лодердејл, Флорида, САД           | 15. август 2002.  |
| 4   | 4x100 м    | мешовито * 1     | 3:33,48 | Јокохама, Јапан                        | 29. август 2002.  |
| 5   | 400 м      | мешовити (2)     | 4:10,73 | Индијанаполис, Индијана, САД           | 6. април 2003.    |
| 6   | 200 м      | мешовито         | 1:57,94 | Санта Клара, Калифорнија, САД          | 29. јун 2003.     |
| 7   | 200 м      | делфин (3)       | 1:53,93 | Барселона, Шпанија                     | 22. јули 2003.    |
| 8   | 200 м      | мешовито (2)     | 1:57,52 | Барселона, Шпанија                     | 24. јули 2003.    |
| 9   | 100 м      | делфин           | 51,47   | Барселона, Шпанија                     | 25. јули 2003.    |
| 10  | 200 м      | мешовито (3)     | 1:56.04 | Барселона, Шпанија                     | 25. јули 2003.    |
| 11  | 400 м      | мешовито (3)     | 4:09,09 | Барселона, Шпанија                     | 27. јули 2003.    |
| 12  | 200 м      | мешовито (4)     | 1:55,94 | Колеџ парк, Мериленд, САД              | 9. август 2003.   |
| 13  | 400 м      | мешовито (4)     | 4:08,41 | Лонг Бич, Калифорнија, САД             | 7. јули 2004.     |
| 14  | 400 м      | мешовито (5)     | 4:08,26 | Атина. Грчка                           | 14. август 2004.  |
| 15  | 200 м      | делфин (4)       | 1:53,80 | Викторија, Британска Колумбија, Канада | 17. август 2006.  |
| 16  | 4x100 м    | слободно * 2     | 3:12,46 | Викторија, Британска Колумбија, Канада | 19. август 2006.  |
| 17  | 200 м      | мешовито (5)     | 1:55,84 | Викторија, Британска Колумбија, Канада | 20. август 2006.  |
| 18  | 200 м      | делфин (5)       | 1:53,71 | Колумбија, Мисури, САД                 | 17. фебруар 2007. |
| 19  | 200 м      | слободно         | 1:43,86 | Мелбурн, Викторија, Аустралија         | 27, март 2007     |
| 20  | 200 м      | делфин (6)       | 1:52,09 | Мелбурн, Викторија, Аустралија         | 28. март 2007.    |
| 21  | 200 м      | мешовито (6)     | 1:54,98 | Мелбурн, Викторија, Аустралија         | 29. март 2007.    |
| 22  | 4x200 м    | слободно * 3     | 7:03,24 | Мелбурн, Викторија, Аустралија         | 30. март 2007.    |
| 23  | 400 м      | мешовито (6)     | 4:06,22 | Мелбурн, Викторија, Аустралија         | 1. април 2007.    |
| 24  | 400 м      | мешовито (7)     | 4:05,25 | Омаха, Небраска, САД                   | 29. јуни 2008.    |
| 25  | 200 м      | мешовито (7)     | 1:54,80 | Омаха, Небраска, САД                   | 4. јули 2008.     |
| 26  | 400 м      | мешовито (8)     | 4:03,84 | Пекинг, Кина                           | 10. август 2008.  |
| 27  | 4x100 м    | слободно (2) * 4 | 3:08,24 | Пекинг, Кина                           | 11. август 2008.  |
| 28  | 200 м      | слободно (2)     | 1:42,96 | Пекинг, Кина                           | 12. август 2008.  |
| 29  | 200 м      | делфин (7)       | 1:52,03 | Пекинг, Кина                           | 13. август 2008.  |
| 30  | 4x200 м    | слободно (2) * 5 | 6:58,56 | Пекинг, Кина                           | 13. август 2008.  |
| 31  | 200 м      | мешовито (8)     | 1:54,23 | Пекинг, Кина                           | 15. август 2008.  |

* 1 Арон Пирсол, Бренда Хансен, и Џејсон Лезак
* 2 Нил Вслкер, Кален Џоунс, и Џејсон Лезак
* 3 Рајан Локти, Клит Келер, и Питер Вандеркеј
* 4 Герет Вебер Гејт, Кален Џоунс, и Џејсон Лезак
* 5 Рајан Лохте, Рики Бернес, и Питер Вандеркеј

## Лични рекорди
- 100 м слободно: 47,51 (2008)
- 200 м слободно: 1:42,96 (2008., светски рекорд)
- 400 м слободно: 3:47,79 (2005)
- 100 м делфин: 50,58 (2008)
- 200 м делфин: 1:52,03 (2008., светски рекорд)
- 200 м мешовито: 1:54,23 (2008., светски рекорд)
- 400 м мешовито: 4:03,84 (2008., светски рекорд)

## Пословни подухвати
Године 2011. објављена је Michael Phelps: Push the Limit, игра за Xbox 360 / Kinect, која је обећала да ће у вашу дневну собу донети „забаву, кондицију и узбуђење директног пливања“. Игра је добила млаку рецензију од ABC News-а, који је приметио да би „наслов био бољи као јефтин садржај за преузимање или пакован у већем свету олимпијског спорта“.

## Голф
Фелпс је страствени играч голфа и такмичио се на бројним аматерским и професионалним голф турнирима; размишљао је да постане професионални голфер након што се повукао из пливања. На шампионату Алфред Данхил Линкс 2012, про-ам турниру на којем је био упарен са голфером Полом Кејсијем, Фелпс је поставио светски рекорд за најдужи удар (Putt) у историји телевизије, потопивши удар са удаљености од 159 стопа.

## Лични живот
Боб Боуман је описао Фелпса као „усамљеног човека“ са „ригидним фокусом“ на базену пре трке, али потом као „човека који је невероватно уложио у успех људи до којих му је стало“. Он наводи да је „невероватно љубазан“, препричавајући Фелпсову интеракцију са малом децом после тренинга.
Фелпс је ожењен бившом мис Калифорније Никол Џонсон. Тајно су се венчали 13. јуна 2016. године, а брак је јавно пријављен тек четири месеца касније. Упознали су се 2007. на ЕСПИ-у, раскинули 2008, касније су се поново окупили, али су поново раскинули 2010. 2012. су почели да се помирују и на крају су се верили у фебруару 2015. Заједно имају четири сина. Породица живи у Парадајс Вали, Аризона, где Фелпс волонтира заједно са Боуменом као помоћни тренер за пливачки тим Arizona State Sun Devils.
Као тинејџер, Фелпс је идолизирао аустралијског пливача Ијана Торпа и моделирао свој јавни имиџ по узору на њега. Торп је у почетку рекао да је мало вероватно да ће Фелпс освојити осам златних медаља на Летњим олимпијским играма 2008. у Пекингу. Фелпс је користио ове примедбе као мотивацију и залепио речи за свој ормарић током Игара. Торп је био на трибинама за штафету 4×100 метара мешовито, где је Фелпс пливао за своју осму златну олимпијску медаљу. Када су Фелпс и његови саиграчи освојили злато, Торп је честитао Фелпсовој мајци, а затим се руковао и загрлио је Фелпса. После тога, Торп је рекао: „Заиста сам поносан на њега не само зато што је освојио осам злата. Радије је о томе колико је одрастао и сазрео у велико људско биће. Никада у животу нисам био тако срећан што сам доказано погрешио“.
Фелпс је такође навео Мајкла Џордана као свог спортског идола и навео да је он променио кошарку. Фелпс је такође навијач Балтимор рејвенса и изјавио је да је пронашао своју животну сврху и жељу да се такмичи на Летњим олимпијским играма 2016. након што је тражио савет Реја Луиса.
У јануару 2018, Фелпс је открио да се борио и са хиперкинетичким поремећајем и са депресијом и да је размишљао о самоубиству након Олимпијских игара 2012.

## Правни проблеми
Са 19 година у новембру 2004. године, Фелпс је ухапшен због вожње под дејством алкохола у Солсберију, Мериленд. Изјаснио се кривим за вожњу док је био оштећен и осуђен је на 18 месеци условне казне, кажњен са 250 долара, наређено му је да разговара са средњошколцима о алкохолу и вожњи и да присуствује састанку Мајке против вожње у пијаном стању (МАДД). Када је Фелпс касније упитан о овом инциденту од стране Мета Лауера у емисији Today Show, он је рекао да је „изневерио много људи у земљи“.
У фебруару 2009, фотографија Фелпса који користи бонг постала је вирална; ово је резултирало губитком Kellogg's као спонзора, као и тромесечном суспензијом од стране USA Swimming. Фелпс је признао да је фотографија, снимљена на журци на Универзитету Јужне Каролине, аутентична. Он се јавно извинио, назвавши своје понашање „непримереним“.
У септембру 2014, Фелпс је поново ухапшен, овог пута под оптужбом да је возио под дејством алкохола и прекорачио брзину у Балтимору. Као резултат тога, USA Swimming га је суспендовао са свих такмичења на шест месеци и изјавио да неће бити изабран да представља Сједињене Америчке Државе на Светском првенству у воденим спортовима 2015. у августу. Са Фелпсом ван тима, Сједињене Америчке Државе нису успеле да се квалификују у финале штафете 4 × 100 м слободно.

## Филантропија
После Олимпијских игара 2008, Фелпс је користио свој милион долара бонуса за оснивање Фондације Мајкла Фелпса. Његова фондација се фокусира на развој спортског пливања и промоцију здравијег начина живота.
У 2010. години, Фондација Мајкла Фелпса, Школа пливања Мајкла Фелпса и KidsHealth су организовали су и на националном нивоу пилотирали „им“ програм за чланове Клуба за дечаке и девојчице. Имп програм учи децу о важности да буду активни и здрави, са фокусом на пливачки спорт. Такође промовише вредност планирања и постављања циљева. им се нуди преко америчких клубова за дечаке и девојчице и преко Специјалне олимпијаде. Фондација је од тада развила два друга програма, Level Field Fund-Swimming и Caps-for-a-Cause.
Највећи догађај Фондације је њена годишња акција прикупљања средстава, Michael Phelps Foundation Golf Classic. Фелпс је изјавио да се нада да ће више сарађивати са својом Фондацијом након повлачења из такмичења након Летњих олимпијских игара 2012. у Лондону.
У 2017, Фелпс се придружио одбору Medibio Limited, компаније фокусиране на дијагнозу поремећаја менталног здравља.